# 雍笈牙
阿朗帕亞（1714年9月24日—1760年5月11日），18世紀初統一緬甸與雍笈牙王朝的創立帝王，1752年至1760年在位。原名雍笈牙，他以此名字為華人所知。
1752年建立雍籍牙王朝（贡榜王朝）後，他積極發兵攻佔緬甸各地，並於1756年統一全緬甸，於三年後的擴疆征戰期間，得熱病而死。他建立的雍笈牙王朝直到1885年的英緬戰爭失敗後，才告崩潰。
雍笈牙原是上缅甸瑞帽地区的缅族人村长。自称蒲甘王朝后裔，拒绝归顺孟族的勃固王朝，多次击退孟族军队的进攻。1752年，被缅族拥戴为王，1753年，攻占阿瓦，控制整个上缅甸。1755年南下卑谬和大光，改大光为仰光。1757年攻取勃固，俘获勃固王莽哒喇，基本统一全国。1759年，因英人阻挠其与别国通商并以武器供给孟族，乃下令取消英国商站，将英人驱逐出境。但在位时残酷掠夺农民，并频繁对外发动战争。1758年攻陷曼尼坡京城英帕累，掳掠大批工匠。1759年进攻暹罗，围攻其都城阿瑜陀耶时受重伤，次年死于撤军途中。
| 統治者頭銜                             | 統治者頭銜             | 統治者頭銜    |
| -------------------------------------- | ---------------------- | ------------- |
| 前任： 摩訶達馬亞扎迪勃底 （東吁王朝） | 缅甸国王 1752年–1760年 | 繼任： 囊陀基 |